# Sid Sings
Sid Sings é o primeiro álbum solo ao vivo do músico britânico de punk rock Sid Vicious. Foi lançado postumamente em 15 de dezembro de 1979 e chegou ao número 30 na parada de álbuns do Reino Unido.
O álbum contou com dois singles: "My Way" e "Somethin' Else". Essas músicas também apareceram no filme e no álbum The Great Rock 'n' Roll Swindle junto com "C'mon Everybody", que não está em Sid Sings.

## Origem
Com o fim dos Sex Pistols em janeiro de 1978, o baixista Sid Vicious, a princípio, formou o supergrupo de curta duração Vicious White Kids, junto de Glen Matlock, Steve New e Rat Scambies. Ele atuou como vocalista. Após esse projeto, foi morar em Nova Iorque com sua namorada e nova empresária Nancy Spungen, onde embarcou em uma carreira solo durante a qual se apresentou apoiado por músicos como Mick Jones, Glen Matlock, Rat Scabies, Arthur Kane, Jerry Nolan e Johnny Thunders.

## Gravação
A maior parte do álbum foi gravada na casa de shows nova-iorquina Max's Kansas City, local onde Vicious realizou a maioria de suas apresentações solo, no ano de 1978. A versão de "Born to Lose" supostamente fora gravada em um concerto dos Sex Pistols em Huddersfield, em 25 de dezembro de 1977. Durante a matinê infantil realizada durante o dia, o vocalista Johnny Rotten saiu do palco para atuar como Papai Noel, enquanto o trio restante tocou um setlist, incluindo entre outras músicas "Born to Lose" e "Chinese Rocks". Vicious não tinha muita certeza da letra e usou algumas expressões grosseiras durante a gravação. Apesar de ter uma qualidade de áudio não muito melhor do que o resto do álbum, "My Way" vem de uma sessão de estúdio em Paris com músicos de sessão franceses. O áudio do álbum foi mal mixado e é de baixa fidelidade. O encarte do álbum é fino; não há créditos de músicos ou informações de gravação, e o crédito de produção vai para "The Engineer", que seria John "Boogie" Tiberi.

## Lista de faixas
Todas as faixas gravadas ao vivo, com exceção de "My Way".
Lado A
1. "Born to Lose" (Johnny Thunders)
2. "I Wanna Be Your Dog" (Iggy Pop, Ron Asheton)
3. "Take a Chance On Me" (Jerry Nolan, Walter Lure)
4. "(I'm Not Your) Steppin' Stone" (Tommy Boyce, Bobby Hart)
5. "My Way" (Paul Anka, Claude François, Jacques Revaux) (versão alternativa sem cordas)

Lado B
1. "Belsen Was a Gas" (Johnny Rotten, Paul Cook, Sid Vicious, Steve Jones)
2. "Something Else" (Sharon Sheeley, Eddie Cochran)
3. "Chatterbox" (Johnny Thunders)
4. "Search And Destroy" (Iggy Pop, James Williamson)
5. "Chinese Rocks" (Dee Dee Ramone, Richard Hell)
6. "My Way (I Killed The Cat)" (versão ao vivo encurtada de "My Way")

Faixas 2, 3, 10, 11 – primeiro set, Max's Kansas City, Nova Iorque, 29 de setembro de 1978
Faixas 4, 6, 8, 9 – primeiro set, Max's Kansas City, Nova Iorque, 28 de setembro de 1978
Faixa 7 – primeiro set, Max's Kansas City, Nova Iorque, 30 de setembro de 1978
Faixa 5 - Studio de la Grande Armee, Paris, 10 de abril de 1978

## Recepção
| Críticas profissionais | Críticas profissionais |
| Avaliações da crítica  | Avaliações da crítica  |
| Fonte                  | Avaliação              |
| ---------------------- | ---------------------- |
| AllMusic               | [ 10 ]                 |
| Smash Hits             | 6/10                   |

Lançado postumamente, Sid Sings traz em grande parte covers de artistas como The Monkees, The Stooges, Johnny Thunders etc. Quanto ao álbum, o site Sputnikmusic afirmou "imagine alguém que realmente não saiba cantar. Alguém que não consiga acertar um único passo corretamente durante toda a duração de um show de meia hora. Se você conseguiu, então está pronto para Sid Sings" e concluiu "assim, o que temos aqui é, em termos práticos, um álbum tocado e cantado por alguém que não sabe tocar ou cantar". Steve Huey, do Allmusic, afirmou que "este álbum mostra Sid Vicious como um seguidor, não um inovador. Ele não tinha originalidade ou inteligência e demonstrava uma falta de talento espantosa, aumentada pelo total desprezo por seu público". Já o DJ estadunidense Hypno5ive tem uma visão mais positiva do álbum. Para ele "representa a passagem do ensino fundamental para o ensino médio e uma nova consciência do panorama musical da época, bem como a percepção de que a música não precisava parecer bonita ou polida para ser apreciada".
Apesar da qualidade de som abaixo da média, o álbum alcançou o número 30 na parada de álbuns do Reino Unido e permaneceu nos gráficos por um total de oito semanas.